# Notoplana rupicola
Notoplana rupicola är en plattmaskart. Notoplana rupicola ingår i släktet Notoplana och familjen Leptoplanidae. Inga underarter finns listade i Catalogue of Life.